# Перцов, Николай Андреевич
Николай Андреевич Перцов (1 марта 1924 — 5 июля 1987 года) — советский учёный, директор ББС МГУ в 1951—1987 годах, именем которого она впоследствии (в 1995 году) была названа. Также его именем был назван малый теплоход «Н. А. Перцов».

## Биография
Внук юриста Петра Александровича Эрдели. В мае 1941 года окончил 57-ю школу в Москве. Вместе с отчимом Глебом Ивановичем Баклановым ушёл добровольцем на фронт. Сражался в Московском ополчении, был контужен и демобилизован по несовершенолетию. Стал студентом МГУ, но в сентябре 1942 года был призван и направлен в 47-й кавалерийский полк погранвойск Туркменского округа. В сентябре 1945 года в связи с заболеванием туберкулезом лёгких был направлен на лечение в госпиталь в Москву и в мае 1946 года демобилизован. После окончательной демобилизации в 1946 году поступил в МГУ. После обострения туберкулёза вместо рекомендации уехать лечится на юг, отправился в Кандалакшский заповедник собирать материал для дипломной работы, темой которой стало питание обыкновенной гаги. После окончания университета в 1951 году был назначен директором Беломорской биологической станции МГУ. К этому времени станция, созданная в 1938 году, пришла в запустение. Усилиями Перцова станция была возрождена и превратилась в небольшой научный городок, в котором проходили практики студентов. При этом на станции могли находиться несколько сотен человек одновременно. В 1965 году сгорел дом Перцова на биостанции, где хранились материалы кандидатской диссертации о пищевых связях животных литорали Белого моря. Новую диссертацию он писать так и не стал. Похоронен на ББС МГУ, которой отдал всю жизнь.